# V Apodis
V Apodis är en halvregelbunden variabel av SRB-typ i stjärnbilden Paradisfågeln. 
Stjärnan varierar mellan visuell magnitud +9,14 och 10,10 med en period av 96,13 dygn.